# Lauv
Ari Staprans Leff (São Francisco, 8 de agosto de 1994), mais conhecido pelo seu nome artístico Lauv, é um cantor, compositor e produtor musical norte-americano. Seu EP de estreia, Lost in the Light, foi lançado em 2015. Até ao momento, lançou dois álbunsː ~how i'm feeling~  (2020) e All 4 Nothing (2022). Lauv é mais conhecido por seus singles "I Like Me Better" e "The Other".

## Início da vida
Lauv nasceu em São Francisco, em 1994. Quando era criança, ele demonstrava interesse na música e começou a aprender tocar piano e viola antes de aprender a tocar guitarra, aos 11 anos de idade. Com 15 anos de idade, antes mesmo de ele ter qualquer tipo de relacionamento, era obcecado por escrever canções de amor e separação. Depois de ter terminado os estudos no Radnor Middle School em Wayne, Pensilvânia, ele participou do high school, onde ele tocou em várias bandas e estudou jazz, para depois passar para a música eletrônica.
Lauv é graduado pela Universidade de Nova York, com especialização em tecnologia da música.

## Carreira
Durante seus anos de faculdade, Leff se desviou do seu estilo de escrita de canção intensamente pessoal e focado em escrever e produzir para outros artistas. Mas durante seu segundo ano, ele tropeçou em uma esclarecedora entrevista com Paul Simon, em que Simon descreveu a sua canção escrita de abordagem como um processo de descobrir os seus mais profundos sentimentos enterrados. A entrevista ajudou Leff, para entrar em contato com a forma que ele usou para escrever.
Pouco depois, Leff adotou o nome artístico de Lauv, que vem do palavra letã para "leão" ("lauva"). Esta é uma homenagem para sua mãe, que tem ascendência letã, e se baseia também no primeiro nome de Leff, "Ari" - que significa "leão", em hebraico - e no seu signo do zodíaco, leão.
Em seguida, enquanto se recuperava de um break-up em 2014, ele revelou seus sentimentos através de coescrever "The Other", com Michael Matosic. Esta foi uma fusão de ritmos com blues e indie-pop, com influência da guitarra de jazz. Ele achava que a música era especial para ele, então ele não desejava da-lá a outro artista. Ele lançou a canção com seu nome artístico. A canção ganhou atenção de blogs e se tornou viral, atingindo o número três no blog aggregator Hype Machine, e bateu o Global Top 100 no Spotify.
Depois de se formar, Leff foi assinado pela publicação da empresa Prescription Songs.
Em 2015, Leff lançou seu EP, Lost in the Light, que contou com "The Other".
Então, além de lançar um single intitulado como "Question" com Travis Mills, Leff trabalhou em escrever e produzir músicas para outros artistas. Mais notavelmente, ele coescreveu e coproduziu "No Promises" para o grupo Cheat Codes e Demi Lovato.
Em 19 de maio de 2017, Leff lançou o single "I Like Me Better", uma faixa up-tempo que também alcançou popularidade. A canção foi inspirada por seu relacionamento que começou dois meses depois ele se mudou para Nova Iorque a fim de aprofundar seus estudos.
No mesmo ano, realizou sua turnê Late Nights, Deep Talks tour em que ele realizadas em oito cidades dos Estados Unidos. A turnê começou em 23 de maio em Los Angeles, e foi concluído em 7 de junho, em Nova York. Em 9 de julho, ele também se apresentou na Summerfest, em Milwaukee, Wisconsin.
Foi anunciado em 4 de setembro de 2017 que Leff iria se juntar a Ed Sheeran, como artista convidado para abrir sua turnê Divide Tour na Ásia. Vários shows de Ed Sheeran tiveram que ser cancelados ou remarcados como resultado dos ferimentos de um acidente de bicicleta, mas Leff prosseguiu com turnês promocionais em cidades como Manila (Filipinas) e Jacarta (Indonésia),  dando oficialmente início à Divide Tour, com Ed Sheeran, em Singapura, em 11 de novembro de 2017.
Leff, embarcou em sua primeira turnê mundial, I Met You When I Was 18, no dia 18 de janeiro de 2018, em Seattle, Washington.

## Vida pessoal
Em 2023, o cantor deu sinais de que seria bissexual, embora, até esse momento, tivesse tido relacões exclusivamente com mulheres.

## Discografia
- ~how i'm feeling~ (2020)
- All 4 Nothing (2022)

## Turnês
- Late Nights, Deep Talks Tour (2017)
- I Met You When I Was 18. World Tour (2018)
- Asia Tour (2019)
- ~how i'm feeling~ Tour (2019)

Como convidado
- Last to Leave Tour – Louis the Child (2017)
- Divide Tour – Ed Sheeran (2017)
- Tell Me You Love Me World Tour— Demi Lovato (2018)